# シウダ・デ・ラ・コスタ

シウダ・デ・ラ・コスタ市の位置図

シウダ・デ・ラ・コスタ(Ciudad de la Costa)は、ウルグアイ・カネローネス県の市である。2011年の国勢調査による人口は95,176人であり、ウルグアイで3番目の人口を持つ都市である。
ラプラタ川河口部の河岸にあり、小規模なカラスコ川とパンド川に挟まれている。大モンテビデオ都市圏の延長部分にあるとされ、西側を首都モンテビデオと、東側をサリーナスと接している。一帯の海岸はコスタ・デ・オロ（黄金海岸）と呼ばれるリゾート地である。1994年10月19日に「市」を宣言し、現在の名称が与えられた。シウダ・デ・ラ・コスタは市が属する自治体の名称でもあるが、バーラ・デ・カラスコ地域は自治体に含まれない。

## 歴史
この地域は、19世紀にリンコン・デ・カラスコとして知られた16kmもの長い砂浜によって特徴付けられる。20世紀の間に徐々に人々が住みだし、西のバーラ・デ・カラスコから東のエル・ピナールに至る一連のリゾートを形成した。湖の様々なリゾートは夏期や週末のみ居住する流動人口率の高さという特徴を持ち、常住する住民のほとんどはモンテビデオで働いている。砂土壌が豊富で複数の砂採取場がある。湖のいくつかは水浴やウォータースポーツに使用されているが、一部の湖以外はこれらの活動に適していないため、多くの鳥類や動物種の保護区として機能している。

## 人口

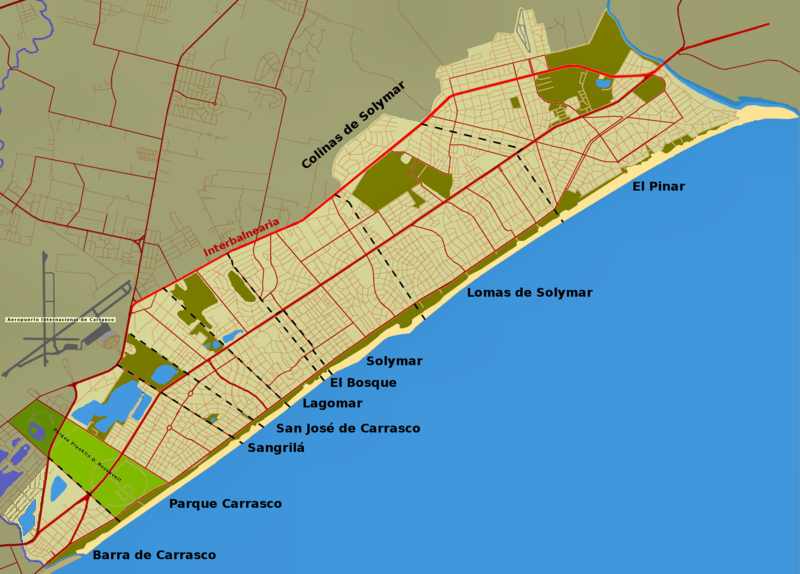
シウダ・デ・ラ・コスタの海岸リゾート地

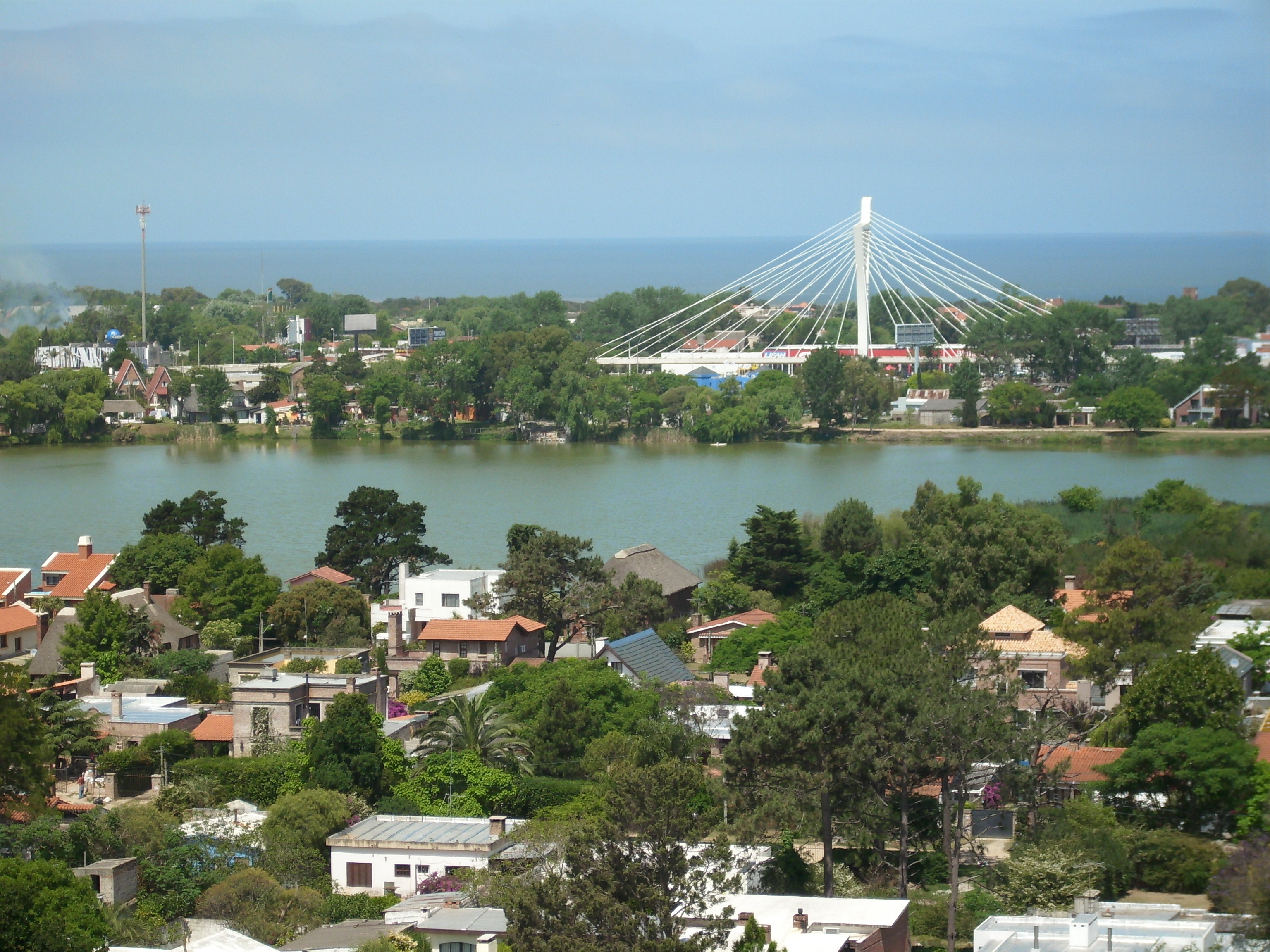
シウダ・デ・ラ・コスタのアメリカス橋

1980年代から、モンテビデオ都市圏の膨張過程に起因する爆発的な人口増加があった。1996年の国勢調査による人口は66,402人であり、1985年の国勢調査に比べて92.6%も増加した。様々なリゾート地がまとまりを見せ始め、都市としての宣言を行なうに至った。その後も緩やかなペースでの人口増加が続いた。2004年の国勢調査による人口は83,888人であり、1996年の国勢調査に比べて28.8%増加した。モンテビデオ大都市圏最大の衛星都市となり、ウルグアイ第3の人口を持つ都市となった。2010年の選挙時における自治体の人口は79,412人と記録された。2011年の国勢調査による人口は95,176人である。この数字は自治体が内包する各地区（バリオ）の人口の合計を反映している。しかし、ウルグアイ国立統計局は自治体外のいくつかの地区もシウダ・デ・ラ・コスタの一部として記録しており、下記の表に詳細な統計を記している。これら自治体外の地区の人口を含めれば、シウダ・デ・ラ・コスタの人口は112,447人まで上昇し、サルトを上回ってウルグアイ第2の都市となるが、この数字を支持している公的出典はない。人口増加はインフラの適切な発展をともなっておらず、市は公衆衛生設備を欠き、多くの道路は雨季に通行不可能となる。このような問題を有するにもかかわらず、シウダ・デ・ラ・コスタは国内の商業と観光の拠点である。市の北西部にはウルグアイ最大の空港であるカラスコ国際空港があり、市の東部にはビクトル・ボラット・ファビーニ・サーキットがある。

### 各地区の人口
2011年の国勢調査による各地区の人口は以下のとおりである。ロマス・デ・ソリマール地区はパルケ・デ・ソリマール地区、モンテス・デ・ソリマール地区、メダノス・デ・ソリマール地区を内包している。郵便番号が15007となるのはメダノス・デ・ソリマール地区である。
| リゾート                   | 郵便番号     | 人口   |
| -------------------------- | ------------ | ------ |
| エル・ピナール             | 15008        | 21,091 |
| ロマス・デ・ソリマール     | 15006, 15007 | 19,124 |
| ソリマール                 | 15005        | 18,573 |
| パルケ・カラスコ           | 15000        | 8,628  |
| ラゴマール                 | 15000        | 8,066  |
| サン・ホセ・デ・カラスコ   | 15002        | 7,288  |
| バーラ・デ・カラスコ       | 15000        | 5,410  |
| シャングリラ               | 15001        | 3,195  |
| コリーナス・デ・ソリマール | 15006-7      | 2,813  |
| エル・ボスケ               | 15004        | 988    |

出典 : Instituto Nacional de Estadística de Uruguay

### 自治体外の地区の人口
2011年の国勢調査は以下の非沿岸地区について、シウダ・デ・ラ・コスタの一部であると言及している。これらの地区はシウダ・デ・ラ・コスタの自治体には含まれていない。
| 地区                       | 人口   |
| -------------------------- | ------ |
| パソ・デ・カラスコ         | 15,908 |
| ロマス・デ・カラスコ       | 806    |
| ラ・アスンシオン           | 184    |
| アルトス・デ・ラ・タオーナ | 168    |
| カルメル                   | 80     |
| アラス・デ・ラーゴ         | 68     |
| キンタス・デル・ボスケ     | 57     |